# Comuna Sukošan, Zadar
Sukošan este o comună în cantonul Zadar, Croația, având o populație de 4.583 de locuitori (2011).

## Demografie
Componența etnică a comunei Sukošan
     Croați (98,36%)
     Necunoscut (0,04%)
     Neclasificat (1,18%)
Componența confesională a comunei Sukošan
     Catolici (97,36%)
     Necunoscută (0,85%)
     Alte religii (1,79%)
Conform recensământului din 2011, comuna Sukošan avea 4.583 de locuitori. Din punct de vedere etnic, majoritatea locuitorilor (98,36%) erau croați. Apartenența etnică nu este cunoscută în cazul a 0,04% din locuitori. Din punct de vedere confesional, majoritatea locuitorilor (97,36%) erau catolici. Pentru 0,85% din locuitori nu este cunoscută apartenența confesională.